# Hàdiatx
Hàdiatx (en ucraïnès: Гáдяч) és una localitat d'importància regional significativa, situada en l'Oblast de Poltava (província), a la part central oriental d'Ucraïna. Situada prop del riu Psel, la ciutat és un centre administratiu del raió de Hàdiatx (districte), encara que administrativament no pertany al raion.

## Història
A Hàdiatx li van ser atorgats els drets de ciutat el 1634. Era una ciutat del Voivodat de Kíiv, del Hetmanat cosac, i de la Governació de Poltava.
En l'època de l'Hetmanat cosac, Hàdiatx era la residència oficial de l'hetman ucraïnès Ivan Briukhovetski, l'elecció del qual va provocar la divisió del Hetmanat al llarg del Riu Dniéper. Hàdiatx ha estat anomenada: "La ciutat de l'orgull cosac".
Hàdiatx és un dels punts de principal interès per als jueus hassídics que visiten Ucraïna, degut a la presència de l'antic cementiri que es troba prop del riu que flueix al voltant de la ciutat. A Hàdiatx està enterrat el primer Rebe i fundador de la dinastia hassídica Habad Lubavitx, Schneur Zalman de Liadí.

## Hàdiatx en la ficció
Els personatges principals de la història de Nikolai Gógol, "Ivan Fiódorovitx, Xponka i la seva tieta", són de Hàdiatx, (Gadyach en la traducció del 1957 de David Magarshack).

## Residents famosos
- Mikhailo Drahomanov (1841-1895), teòric polític, economista, historiador, filòsof, i etnògraf.
- Olena Ptxilka, mare de l'escriptora Lèssia Ukraïnka i germana de Drahomanov.